# Tanaecia lepidea
Tanaecia lepidea är en fjärilsart som beskrevs av Butler 1868. Tanaecia lepidea ingår i släktet Tanaecia och familjen praktfjärilar. Inga underarter finns listade i Catalogue of Life.

## Bildgalleri

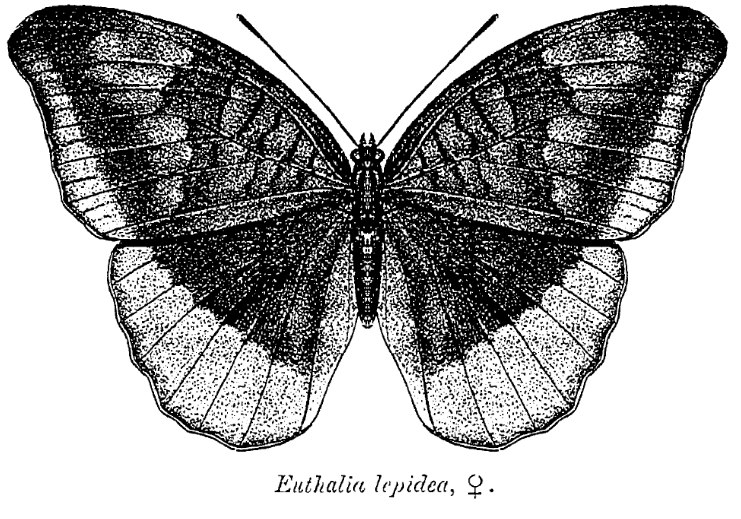
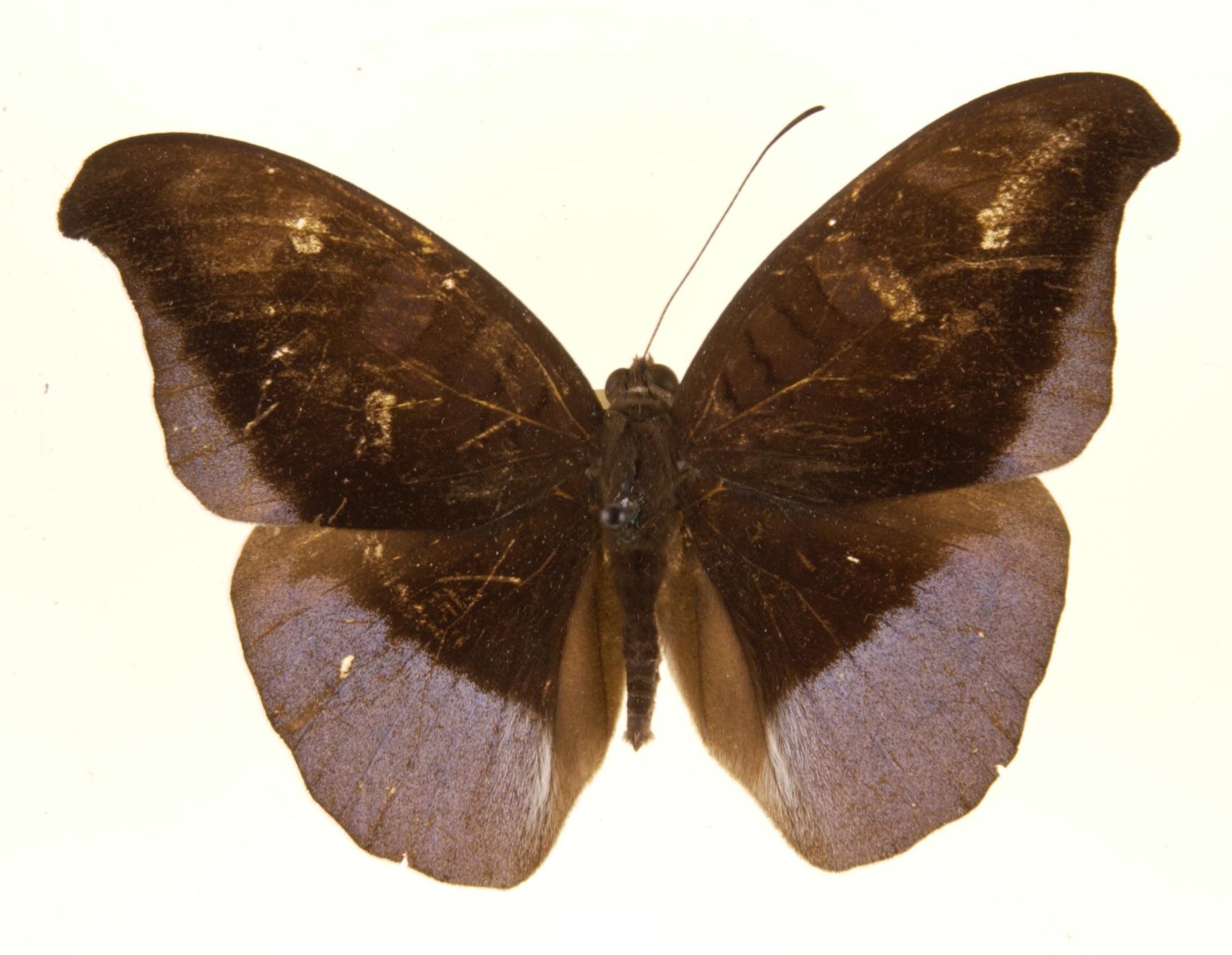
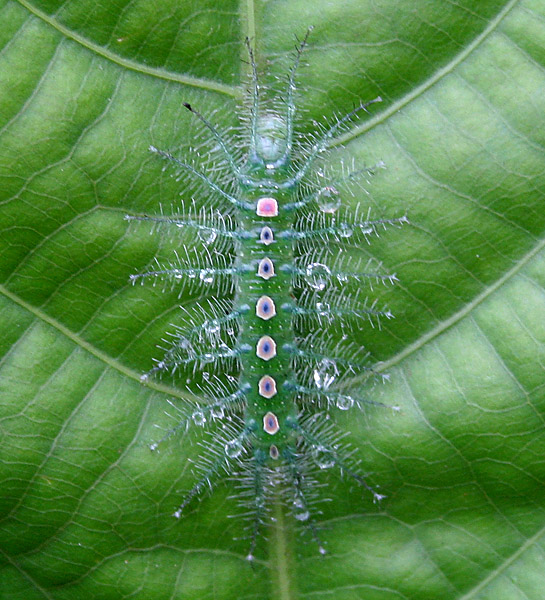
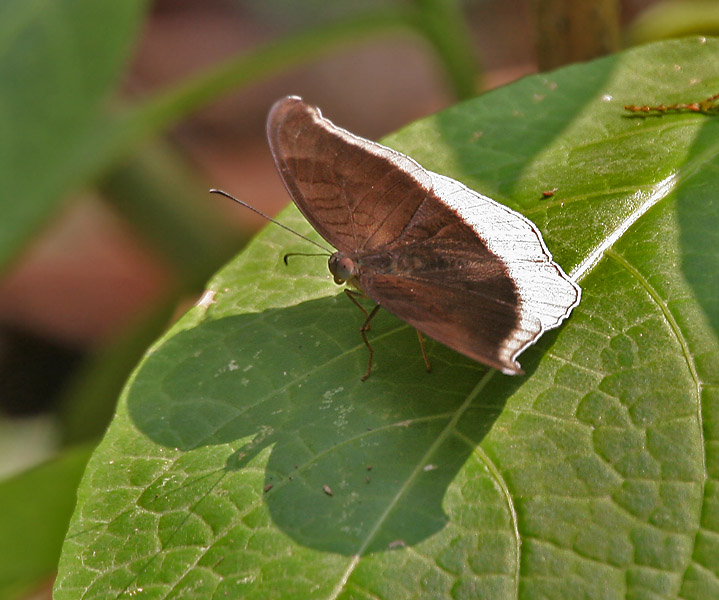
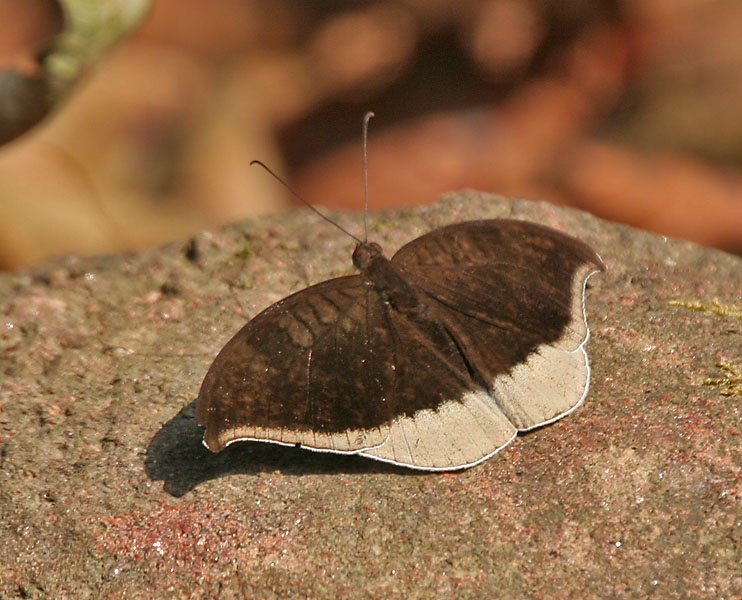
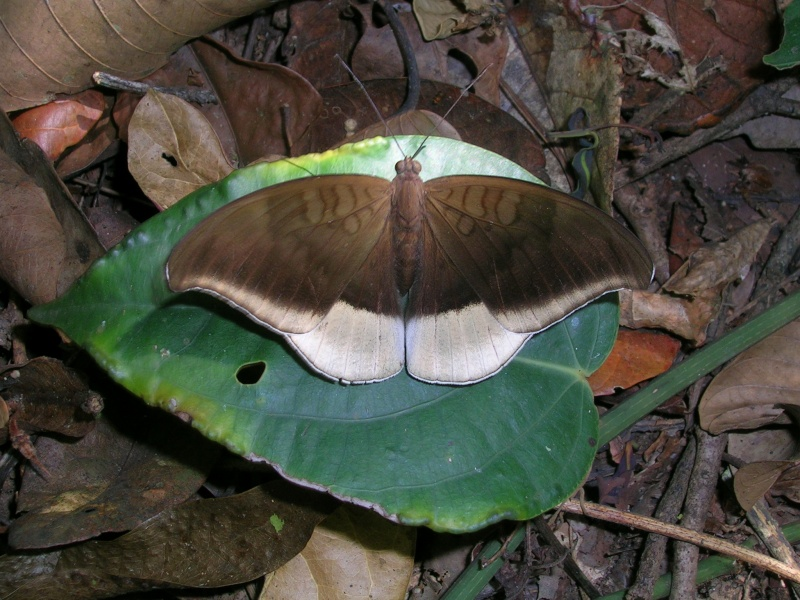